# Kayne Vincent
Kayne Vincent (Auckland, 29 ottobre 1988) è un calciatore neozelandese, attaccante svincolato.